# Solarstone
Solarstone es un DJ y productor de música trance. Originalmente era un trío también conocidos como Young Parisians, Liquid State y Z2 bekannt. La música del proyecto Solarstone fue fundada en 1997 en Birmingham por Richard Mowatt, Andy Bury y Tierney Sam.

## Biografía
Después de su fundación Sam Tierney dejó el grupo en 1997, pero debido a diferentes direcciones de desarrollo en 2006, también dejó Andy el proyecto musical.
Solarstone con tres singles llegó a la lista de singles del Reino Unido . El mayor éxito fue el sencillo "Seven Cities", que en 1999 alcanzó el lugar 39. La canción fue uno de los primeros representantes del balearic trance y fue relanzado tres veces. La canción ha vendido más de 500.000 copias. [2]
En 2003 y 2004 tuvo Solarstone colaboración con Scott Bond y publicó junto con los tres singles  "3rd Earth", "Naked Angel" y "Red Line Highway". El álbum debut AnthologyOne fue publicado en 2006. En 2008 lanzó su segundo álbum de estudio Rain Stars Eternal.
Solarstone ha producido algunos remixes exitosos, entre otros sobre Paul Oakenfold , Matt Darey y Ferry Corsten.

## Discografía

### Álbum
- AnthologyOne (2006)
- Rain Stars Eternal (2008)
- Touchstone (2010)
- Pure (2012)

### Sencillos
- 1997: The Calling
- 1998: The Impressions (EP)
- 1999: Seven Cities
- 2001: Speak in Sympathy (feat. Elizabeth Fields)
- 2003: Release / Destination (vs. Sirocco)
- 2003: Solarcoaster
- 2003: 3rd Earth (mit Scott Bond)
- 2003: Naked Angel (mit Scott Bond)
- 2004: Red Line Highway (mit Scott Bond)
- 2005: Eastern Sea
- 2006: Like a Waterfall (feat. Jes Brieden)
- 2007: The Calling 2007
- 2007: Late Summer Fields (mit Alucard)
- 2008: Slowmotion (mit Orkidea)
- 2008: Rain Stars Eternal
- 2008: 4Ever
- 2008: Spectrum
- 2009: Lunar Rings (feat. Essence)
- 2009: Part of Me (feat. Elizabeth Fields)
- 2009: Late Summer Fields (mit Alucard)
- 2010: Slowmotion (mit Orkidea)
- 2010: Touchstone
- 2010: Electric Love (feat. Bill McGruddy)
- 2011: Is There Anyone Out There (feat. Bill McGruddy)
- 2011: Big Wheel
- 2011: Zeitgeist (mit Orkidea)
- 2012: Pure
- 2013: Seven Cities

### Remixes (Selección)
- 1997: Energy 52 – Café Del Mar
- 1997: Chakra – Home
- 1998: Dominion – 11 hours
- 1999: Matt Darey – From Russia With Love
- 2000: Moonman – Galaxia
- 2000: Planet Perfecto – Bullet in the Gun 2000
- 2000: Cygnus X – Orange Theme
- 2001: Jan Johnston – Silent Words
- 2002: Paul Oakenfold – Southern Sun
- 2004: Filo and Peri pres. Whirlpool – Under the Sun
- 2004: Sarah McLachlan – World on Fire
- 2008: Radiohead – House of Cards
- 2009: Ferry Corsten – Gabriellas Sky